# Ptačí kámen
Ptačí kámen (1310 m n.p.m.) – grupa skał i boczny szczyt w Karkonoszach należący do masywu Czeskich i Śląskich Kamieni, leżący po ich południowej stronie (czeskiej), ok. 850 m na południe od wierzchołka Śląskich Kamieni.
Zbudowany z granitu karkonoskiego.
Przez Ptačí kámen przechodzi   niebieski szlak turystyczny ze schroniska Petrova bouda przez Fučikove boudy, Martinovą boudę na Przełęcz pod Śmielcem.